# Fernanda Canales
Fernanda Canales (Ciudad de México, 1974) es una arquitecta, proyectista, crítica y curadora de arquitectura mexicana.

## Reseña biográfica

### Antecedentes
Estudió arquitectura en la Universidad Iberoamericana; se graduó en 1997 con mención honorífica y obtuvo el premio a la mejor tesis. Fue condecorada por la Federación de Colegio de Arquitectos de la República Mexicana por su trayectoria laboral y ha recibido numerosas distinciones por proyectos y publicaciones a lo largo de su carrera. Tiene una maestría por la Escuela Técnica Superior de Arquitectura de Barcelona, y es Doctora en Arquitectura por la Universidad Politécnica de Madrid.

### Carrera
Tras haber terminado sus estudios como arquitecta en la Universidad Iberoamericana fue profesora en su Universidad, en el taller Max Cetto de la Facultad de Arquitectura de la Universidad Nacional Autónoma de México y en el CMAS en conjunto con la UPC. De igual manera ha sido profesora en programas de intercambio con universidades como la ETSAB en Barcelona y en talleres en México. Además ha sido jurado en concursos arquitectónicos y ha participado en la creación de proyectos reconocidos internacionalmente.
Dentro de la práctica como arquitecta y proyectista, Fernanda Canales ha trabajado en despachos internacionales. En Tokio, Japón trabajó en la firma Toyoo Itō Architects and Associates y en Barcelona, España en la oficina del arquitecto Ignasi de Solà-Morales. En México es fundadora de Fernanda Canales, un estudio de arquitectura desde donde trabaja de forma independiente.
Es arquitecta de un número importante de obras, muchas de ellas reconocidas y galardonadas por su diseño, entre ellos, destaca el Centro Cultural Elena Garro
Su visión hacia la construcción se basa en buscar lo esencial. Para la arquitecta mexicana, es importante responder a las necesidades del cliente, así como sostener el vínculo entre lo que construye y el entorno en el que está. Para ella, la arquitectura es un agente de cambio. Su postura ante la arquitectura y la ciudad se ha visto reflejada en sus propuestas teóricas. Desde esa perspectiva, Fernanda Canales es una reconocida autora de crítica que al mismo tiempo se vuelve teoría de la arquitectura. En coautoría en 2005 publicó Espacios para la Cultura Abraham Zabludovsky. En 2008 publicó Central de Arquitectura, un estudio y análisis del trabajo de jóvenes y generaciones emergentes en campos diversos como la consrtucción de vivienda, hotelería y edificios de oficinas. Es coautora de 100x100 arquitectos del siglo XX en México, una colección a modo de fichero y diccionario de los arquitectos que dejaron huella en México publicado en 2011. En 2014 salió el libro Arquitectura en México 1910-2010. Un exhaustivo estudio que explica el desarrollo de la arquitectura moderna de México dando contexto, raíces y consecuencias y que no se limita al estudio de la arquitectura pero que la vincula con el urbanismo y con el diseño.
Fernanda Canales ejerce la crítica también con publicaciones periódicas en revistas como Letras Libres, La Tempestad, Domus entre otras.
Como museógrafa, ha sido comisaria de la exposición Arquitectura en México 1910-2010 en el Palacio de Iturbide expuesta en la primavera y el verano de 2014 Antes, en 2013 fue curadora de Cultura en Construcción, una presentación de la 13 Exposición Internacional de la Bienal de Venecia, la misma se llevó a cabo en la Nave Generadores del Parque Fundidora en Monterrey, N.L.

### Distinciones
1. The International Architecture Award, The Chicago Athenaeum Museum of Architecture and Design, 2014.[9]
2. Premio a la mejor obra del año: Archdaily, 2014[9]
3. Mención honorífica Premio Noldi Schreck, 2014[10]
4. Premio Antonio García Cubas 2014, Instituto Nacional de Antropología e Historia, categoría libro de arte, Arquitectura en México 1900-2010, La construcción de la modernidad en México.
5. Premio Extraordinario de Tesis Doctorales 2012-2013, Departamento de Proyectos Arquitectónicos, Universidad Politécnica de Madrid.
6. Finalista en los premios Interior Design Best of the Year 2013, por el Centro Cultural Elena Garro.[11]
7. Premio IIDA Best Interior of Latin America & the Caribbean por el Centro Cultural Elena Garro, 2013
8. T+L Design Awards 2014, Travel & Leisure Awards, 2014.
9. Creadora del Arte del Sistema Nacional de Creadores FONCA, 2012-2015
10. Premio Jóvenes Arquitectos por el Colegio de Arquitectos de México, 2012.
11. Selección en la VIII Bienal Iberoamericana de Arquitectura y Urbanismo de Cádiz, Casa Maruma (2012)
12. Finalista premio CEMEX, categoría institucional por el Campus CEDIM, 2009.
13. Finalista premio CEMEX, categoría conjunto habitacional por Casas M, 2009.
14. Beca del programa para Jóvenes Creadores del FONCA, México, 2003-2004.
15. 30 de las mejores obras del 2000 por el Restaurante Ibérico, 2000.

### Obras
1. Centro Cultural Elena Garro: Fernanda Canales + Arquitectura911sc. Ubicado en el Barrio de la Conchita, Coyoacán, México DF. Tiene una superficie de 1,358 m² y fue construido en el 2012.[12]
2. Casa R: Ubicada en el Distrito Federal, tiene una superficie de 930 m² y fue construida en el año 2011.[13]
3. Pabellón invisible: en colaboración con Jerónimo Hagerman y Cecilia León de la Barra. Pabellón temporal realizado en el Distrito Federal, tiene una superficie de 63 m² y fue construido en el 2012.[12]
4. Casa Maruma: Está ubicada en el Distrito Federal, tiene una superficie de 500 m² y fue construida en el 2011.
5. Concurso para el Arco del Bicentenario: realizado en colaboración con Arquitectura911sc. 2009.
6. CEDIM: en colaboración con Arquitectura 911sc. Está ubicado en Monterrey, N.L. tiene una superficie de 5,000 m² y fue construido en el 2008.
7. Centro de Artes Escénicas UDG: en colaboración con Arquitectura911sc y Alejandro Hernández. Está ubicado en Guadalajara, JAL, tiene una superficie de 23,000 m² y está en construcción.

### Publicaciones

#### Libros
1. Arquitectura en México 1900-2010: La construcción de la modernidad, Obras, arte, diseño y pensamiento. Fomento Cultural Banamex + Arquine, México.
2. 100x100 Arquitectos del Siglo XX en México: Arquine, 2011. Coautora
3. Central de Arquitectura, México: Arquine, 2009.
4. Espacios Culturales, Abraham Zabludovsky, Arquine, 2005. Coautora
5. México, The O´Neil Ford Duograph Series, The University of Texas at Austin, 2012. Coautora
6. Guía Barragán, Arquine, 2002. Coordinadora Editorial.[14]

#### Ensayos
1. Proyecto Público, Indignados- para LINK
2. El sueño atemporal- para la revista Letras libres
3. Blanco sobre Blanco- para la revista La tempestad
4. Arquitectura y Peregrinación- para la revista Tomo
5. El arquitecto mexicano-para la revista Tomo
6. Entre el recuerdo y la expectativa-para la revista Arquine
7. The Olympic Games- para la revista Arquitectural Design[15]